# Крекінг-установка у Десан (Hanwha)
Крекінг-установка у Десан (Hanwha) — складова частина нафтопереробного та нафтохімічного майданчика на західному узбережжі Південної Кореї, яким володіють місцева компанія Hanhwa та енергетичний гігант Total.
На початку 1990-х компанія Samsung Petrochemical ввела на майданчику в Десані установку парового крекінгу (піролізу). В подальшому у 2003-му вона поступилась 50 % участі в проекті на користь Total, а у 2015-му продала інші 50 % концерну Hanhwa (остання на подібних паритетних засадах володіє комплексом у Йосу). Що стосується зазначеної установки, то її потужність постійно підвищувалась внаслідок модернізацій. Так, станом на 1994-й вона могла продукувати 400 тисяч тонн етилену і 200 тисяч тонн пропілену, в середині наступного десятиліття — 660 і 300 тисяч тонн, а після модернізації 2007 року — 850 і 445 тисяч тонн.
У 2008-му на майданчику запустили установку конверсії олефінів, здатну із етилену та бутилену продукувати 207 тисяч тонн пропілену на рік. Проект реалізували спільно з концерном Lotte, котрий має в Десані своє піролізне виробництво та міг постачати необхідну для роботи установки фракцію С4, тоді як Samsung Total подавала етилен і певну частину всі тієї ж С4. Отриманий внаслідок конверсії пропілен ділиться між учасниками проекту.
До середини 2010-х піролізне виробництво Samsung Total досягло показника у 1095 тисяч тонн етилену та 640 тисяч тонн пропілену. Вироблена продукція споживалась на цьому ж майданчику для продукування поліетилену низької щільності (435 тисяч тонн), лінійного поліетилену низької щільності (125 тисяч тонн), поліетилену високої щільності (175 тисяч тонн), етиленгліколю (155 тисяч тонн), мономеру стирену (1050 тисяч тонн) та поліпропілену (717 тисяч тонн).
Заміна у середині 2010-х одного з учасників спільного проекту не вплинула на тенденцію нарощування потужностей. Так, на початку весни 2019-го установку зупинять для проведення робіт, котрі дозволять збільшити випуск етилену та пропілену на 310 і 120 тисяч тонн відповідно. А у 2020-му збираються додати потужності, розраховані на ще 100 і 50 тисяч тонн зазначених олефінів. При цьому в кінці 2019-го буде запущена лінія поліпропілену з показником 400 тисяч тонн, а за рік введуть лінію поліетилену такої самої потужності.
Як сировину для піролізу установка традиційно використовувала газовий бензин (naphtha), з невеликим додаванням зрідженого нафтового газу (100—200 тисяч тонн на рік). При цьому під час модернізації у 2019-му збираються підвищити використання ЗНГ до 700 тисяч тонн на рік.
Піроліз важкої (як для нафтохімії) сировини дозволяє також випускати 125 тисяч тонн бутадієну.